# Postprodukce
Rozhodující část procesu filmové výroby začíná, jakmile skončí natáčení a začne filmová fáze postprodukce. Tisíce filmových obrazů musí být sestaveno v pořadí, které vypráví příběh, a scény mohou být zkráceny nebo zpřeházeny tak, aby hotový produkt odrážel režisérovu vizi.

## Střih

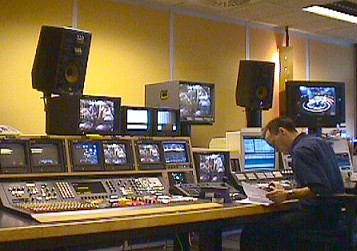
Postprodukční oddělení střihu

Většina filmů se natáčí zpřeházeně. Prací střihače při natáčení je začít sestavovat kusy filmu v pořadí, v jakém budou ve finální verzi. Střihač projednává s režisérem výsledky natáčení předchozího dne. Filmový záběr může být přetočen na videozáznam nebo do digitálního formátu (dnes již nejčastěji), aby se usnadnilo přehazování nebo výběr. Sestavování filmu v této etapě se nazývá montáž. Větší část střihačské práce se provádí ve fázi postprodukce.
Střihač provádí mnoho různých etap střihu, aby docílil konečného uspořádání záběrů, jež pak vytvoří hotový film. Nejprve pracuje s režisérem, aby zdokonalil montáž všech různých úseků filmu do podoby hrubého sestřihu, což je první plně sestříhaná pracovní kopie. Součástí je i soundtrack daného filmu. Jednotlivé záběry však v tomto stadiu nejsou ještě kompletně určeny. V této verzi filmu převládá vize režiséra a říká se jí režisérský sestřih. Během postprodukce spolupracují hlavní kameraman a režisér a dohlížejí na načasování první kopie. K pracovním úkolům v této fázi patří korekce vyváženosti barvy. Po opakovaných konzultacích s režisérem střihač sestaví záběry s vizuálními efekty konečné verze. Její délka musí být taková, jakou určili režisér, střihač a producent.

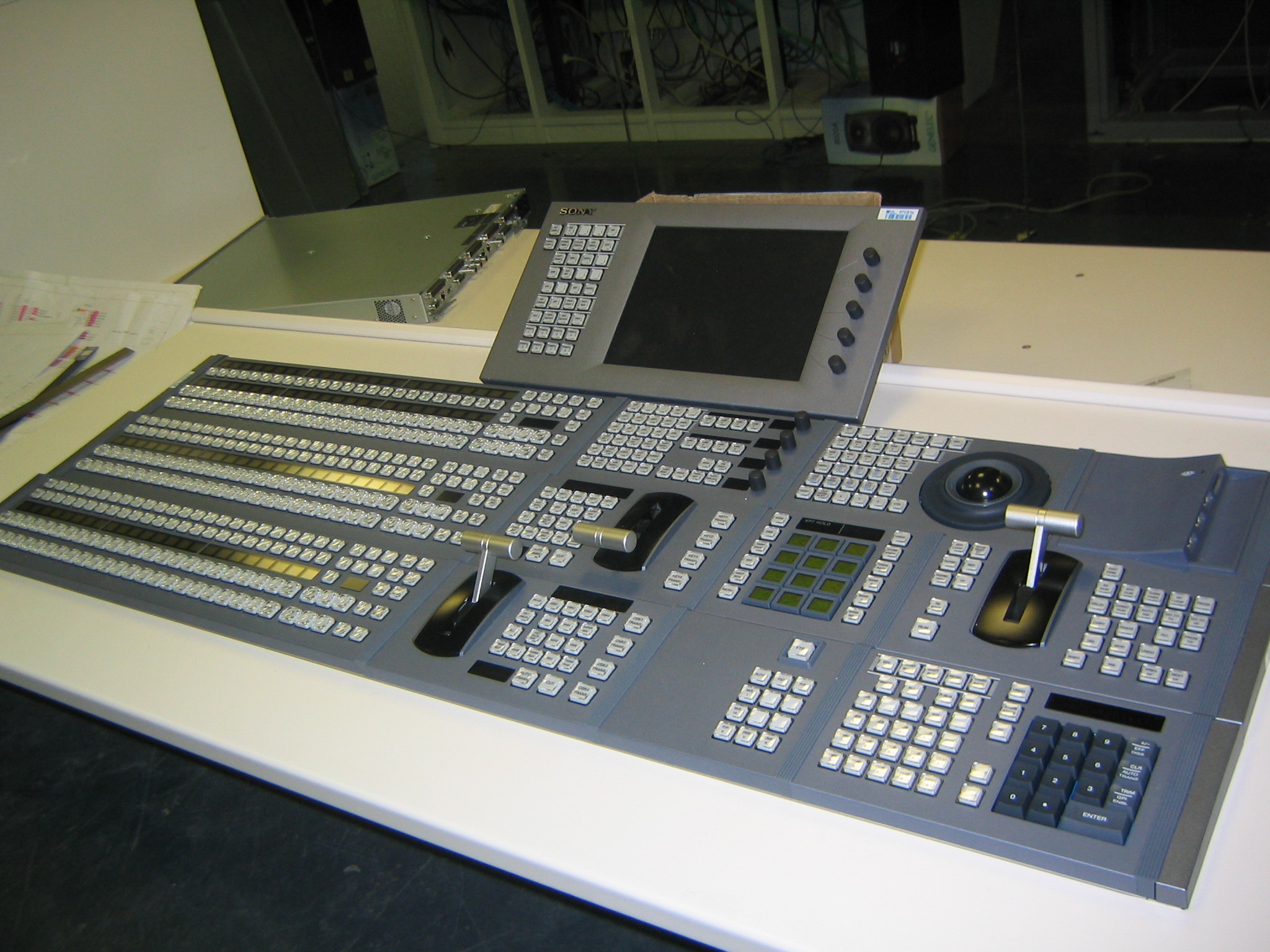
Obrazový prolínač

Během první stovky let filmové tvorby znamenala práce střihače fyzické stříhání a opětovné sestavování samotné sestříhané filmové cívky. Dnes se však většina filmového střihu provádí elektronicky s využitím digitální techniky. Filmy se přetočí do digitálního formátu a jsou překódovány do počítače; to střihači umožňuje editovat scény na monitoru. Originální negativ se pak sestříhá s použitím konečného sestřihu jako vodítka.

## Zvuk v postprodukci
Na vytvoření zvukového filmu se podílejí čtyři etapy postprodukce. K těm patří dialogy a zvukové efekty, zkomponovaná hudba, zvuková mixáž a její převedení na filmový negativ.
Nejprve spolupracuje mistr zvuku s režisérem a střihačem při nahrávání ústřední melodie a ostatní hudby. Poté jsou vytvořeny další potřebné zvuky, případně se převezmou ze zvukové banky v hudební knihovně. Skladatel (například John Williams nebo Hans Zimmer) se využívá v případě, že film vyžaduje původní hudbu. Mistr zvuku pak sestříhá hudební záznam tak, aby vyhovoval filmu. U již existující hudby, na niž se vztahují autorská práva, vyřizují manažeři autorů poplatky za její využití ve filmu. Nahrávací technik pak spolupracuje s režisérem při mixáži stop s různými zvuky. Verze získaná po konečném mixu se pak převede na originální negativ. Zvuk k filmu se nahrává digitálním systémem a reprodukuje se jako optický soundtrack. Poté se načítá jako synchronizovaný zvuk, předtím se však vysílá přes mikrofony během zkušebního promítání.

## Distribuční kopie
Po výrobě originálního negativu se provádí testování barev. Jakmile jsou dokončeny všechny fáze filmu, následuje zkušební promítání; podle reakce diváků se pak provedou závěrečné střihy.
Po finalizaci originálního negativu se z něj vyrobí základní kopie. Z nich se pak vytvoří duplikáty, jež slouží jako distribuční kopie.